# Waldringfield Heath
Waldringfield Heath – osada w Anglii, w hrabstwie Suffolk, w dystrykcie East Suffolk. Leży 11 km na wschód od miasta Ipswich i 116 km na północny wschód od Londynu.